# Cinema-puny
El cinema-puny és una tècnica cinematogràfica creada pel director de cinema i teòric soviètic Sergei M. Eisenstein (1898-1948) usada en gran part entre 1920 i 1930. Aquest concepte es defineix com la voluntat per part del director de captar l'atenció de l'espectador i provocar-lo mitjançant escenes violentes, per tal que les imatges vistes el portin a una presa de consciència en l'àmbit polític i ideològic.
Eisenstein proposa el cinema-puny o efecte de xoc per a allunyar l'espectador de la ficció sobre la qual es construeix l'obra artística. Intentant, d'aquesta manera que, per mitjà de les escenes, els plans i el muntatge, l'espectador pugui situar-se en el temps i l'espai i qüestionar per ell mateix allò que veu, exercitant així la seva consciència. És a dir, al cinema-puny, tant les escenes en sí com el muntatge queden al servei del conflicte, traduint així el discurs polític del moment (ideals del comunisme i del socialisme) en imatges.

Cal tenir en compte que, en aquella època, el propi cinema soviètic apostava per un cinema que servís de plataforma per a transmetre un missatge ideològic concret. 
"Eisenstein combat la visió del cinema com a reproducció íntegra de la realitat, perquè el veia com un conjunt de fragments que s'historien en la cognició de l'espectador."

## Història
La industrialització del cinema es dona a Rússia l'any 1919, motiu pel qual la majoria de directors mancaven d'experiència prèvia al món del cinema. Eisenstein, per exemple, venia del món del teatre. Tanmateix, cada director tenia un estil propi i experimentava de formes diferents.
Podem situar l'edat d'or del cinema soviètic a les dècades 1920 i 1930 (concretament 1924-1930). Aquesta involucra un conjunt de cineastres imprescindibles en la història i l'evolució cinematogràfica. La majoria d'aquests cineastes destacables eren també teòrics, raó per la qual van estudiar altres cinematografies, així com els diferents tipus d'interpretació i muntatge. Després, molts d'ells van elaborar diverses teories cinematogràfiques, desenvolupant tota una sèrie de conceptes innovadors, entre els quals: el muntatge d'atraccions, l'efecte Kuleshov, la geografia creativa, el guió de ferro, el cinema-ull i el propi cinema-puny.

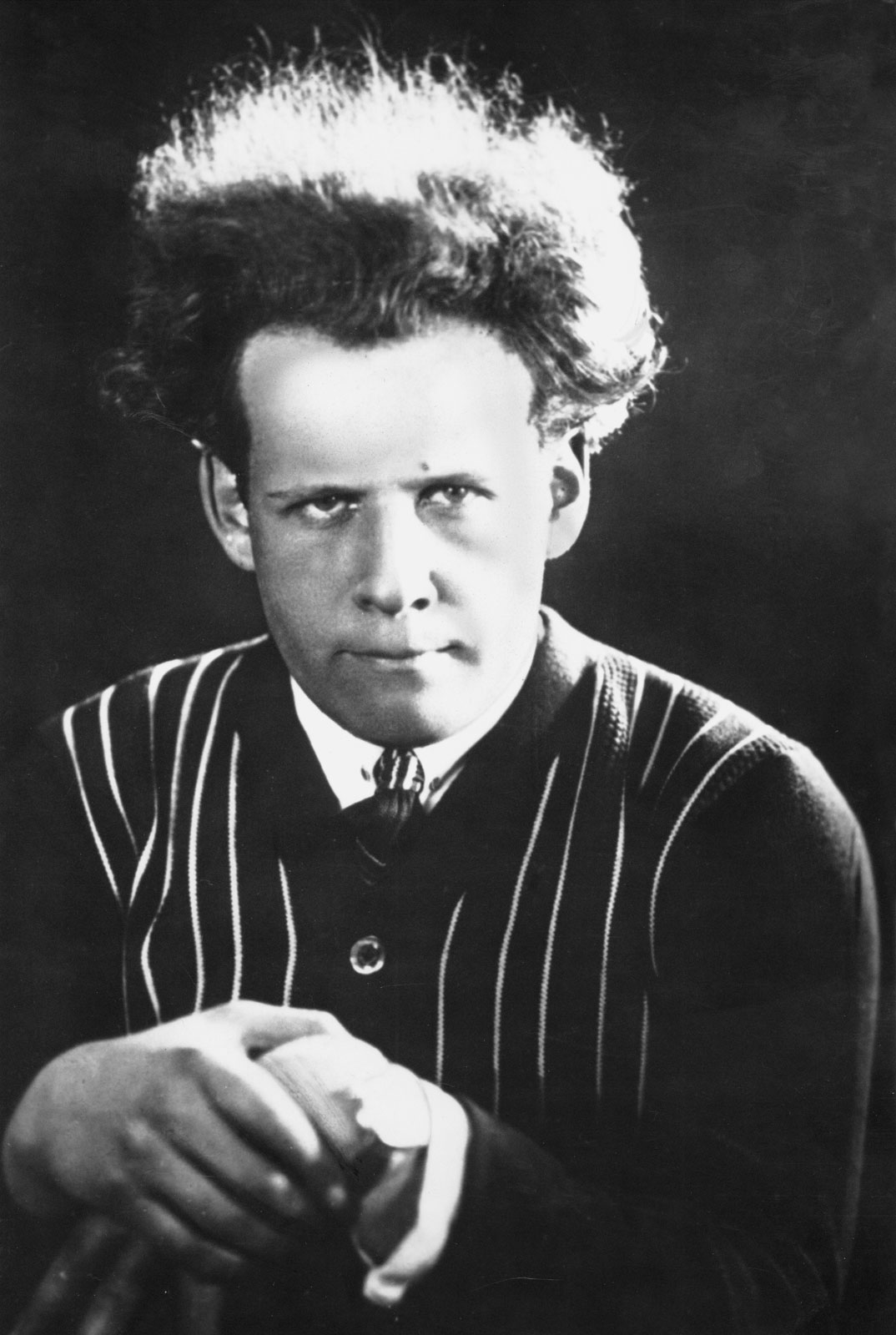
Sergei M.Eisenstein

El concepte de cinema-puny neix així de la mà de la teoria cinematogràfica de Eisenstein i de les característiques de la cinematografia soviètica. Els cineastes soviètics van desenvolupar el seu treball partint de les bases establertes pel model de representació institucional i les avantguardes cinematogràfiques, amb especial influència del cineasta americà David W. Griffith. Gràcies al domini dels coneixements i tècniques prèvies, els cineastes soviètics van ser capaços de crear un nou llenguatge cinematogràfic personalista i experimental.

El cinema soviètic del moment es basa en la idea de transmetre un missatge ideològic clar. Com gran part de la població continuava sent analfabeta, el cinema era vist com una manera d'arribar a la gent, transmetent la idea de proletariat a les masses. De fet, els directors soviètics van ser els primers en enfrontar-se a la política des de la gran pantalla , creient fermament en la idea que el cinema pot desenvolupar, recolzar i promoure una ideologia o un pensament. Per aquesta raó, el cinema soviètic es coneix com el primer cinema propagandístic de la història. Entre les tendències polítiques del moment trobem el comunisme, el leninisme, el socialisme i l'estalinisme. 
De totes les arts, el cinema és per a nosaltres la més interessant. - Lenin.
És en 1920 quan Eisenstein entra en l'òrbita del moviment de la Central Obrera, conegut com Proletkult ("cultura del proletariat") i comença a relacionar-se amb artistes avantguardistes, que escriu l'article "El muntatge d'atraccions". Aquest, que defensa que l'art ha de provocar una sèrie d'emocions en l'espectador, serà summament important pel desenvolupament i l'evolució del cinema soviètic.
Eisenstein també rep una gran influència japonesa pel que fa a la interpretació i el muntatge. A l'escriptura japonesa, cada caràcter (Kanji) pot al·ludir per si mateix a una realitat completa. Però, quan un caràcter es combina amb d'altres, aquest pot donar lloc a un altre significat o a una altra realitta completament diferents. Aquest plantejament és el que Eisenstein busca plasmar en la seva obra, és a dir, que cada pla pugui transmetre una realitat sense haver de dependre de la resta de seqüències; però que, en combinar els plans, es pugui donar lloc a un altre significat completament diferent del primer. Així matei, busca que "de la unió de dues seqüències diferents, l'espectador obtingui una tercera realitat.". Aquesta tècnica és la que es denomina, doncs, muntatge d'atraccions o muntatge intel·lectual.
És justament per aquest motiu que Eisenstein difereix de l'opinió de Dziga Vértov quan parla del "cinema-ull", un cinema més naturalista i que reflecteix la realitat. Eisenstein, en canvi, defensa un cinema que busca una resposta activa per part de l'espectador i un sorgiment de dubtes en la seva consciència. En altres paraules, pretén que l'espectador s'involucri en el que està veient, portant-lo d'aquesta manera a reflexionar en l'àmbit social i polític. Podem dir doncs que Eisenstein s'oposa a la idea del cinema com a eina d'evasió, convertint-lo en una eina de conscienciació política i ideològica.

## Filmografia
El cinema-puny queda perfectament reflectit en les pel·lícules El cuirassat Potemkin (1925) i Octubre (1927), ambdues produccions d'Eisenstein.